# Chassalia acutiflora
Chassalia acutiflora är en måreväxtart som beskrevs av Cornelis Eliza Bertus Bremekamp. Chassalia acutiflora ingår i släktet Chassalia och familjen måreväxter. Inga underarter finns listade i Catalogue of Life.